# La Tortuga
La Tortuga è un'isola disabitata, inquadrata amministrativamente come Dipendenza Federale del governo del Venezuela. Forma parte di un arcipelago della catena delle Isole Sottovento (in spagnolo Islas de Sotavento), suddivisione delle Piccole Antille, che include l'Isola Margarita, le Tortuguillas, le Palaquines, e altre.

## Storia
Venne scoperta nel 1499 dal navigatore spagnolo Alonso de Ojeda (che eseguiva il suo secondo viaggio verso le Indie Occidentali assieme al cartografo ed esploratore fiorentino Amerigo Vespucci), che la battezzò con il nome di Isla La Tortuga a causa dell'enorme presenza di tartarughe nell'isola e per la sua forma.
Era frequentemente utilizzata come rifugio dai bucanieri nel XVII secolo, anche se non deve essere confusa con l'isola omonima nei pressi di Haiti (in spagnolo Isla de la Tortuga; in francese Île de la Tortue), molto più famosa nella letteratura riguardante la pirateria nei Caraibi.
Il pirata Henry Morgan preparava alcune delle sue famose incursioni verso le coste del Venezuela e Portobello dall'isola di fronte alle coste del Venezuela.
L'isola era popolata da olandesi che forse sfruttarono lo stagno di evaporazione del sale nell'est dell'isola a partire dal 1550. Vennero definitivamente espulsi nel 1631 quando il governatore di Cumanà distrusse le loro attrezzature e inondò le vasche saline.
Fino a ora l'isola non ha avuto una popolazione permanente e la sua posizione e morfologia sono rimaste intatte. Ciò ha permesso all'isola di rimanere una delle ultime isole vergini del Venezuela. C'è anche del turismo d'élite, in quanto sono necessari permessi militari per accedere all'isola.